# 浦江鎮駅
座標: 北緯31度5分54秒 東経121度30分6秒 / 北緯31.09833度 東経121.50167度
浦江鎮駅（ほこうちんえき）は中華人民共和国上海市閔行区に位置する上海地下鉄8号線の駅である。計画時の名称は陳行路駅であった。

## 駅構造
島式ホーム1面2線を有する高架駅。

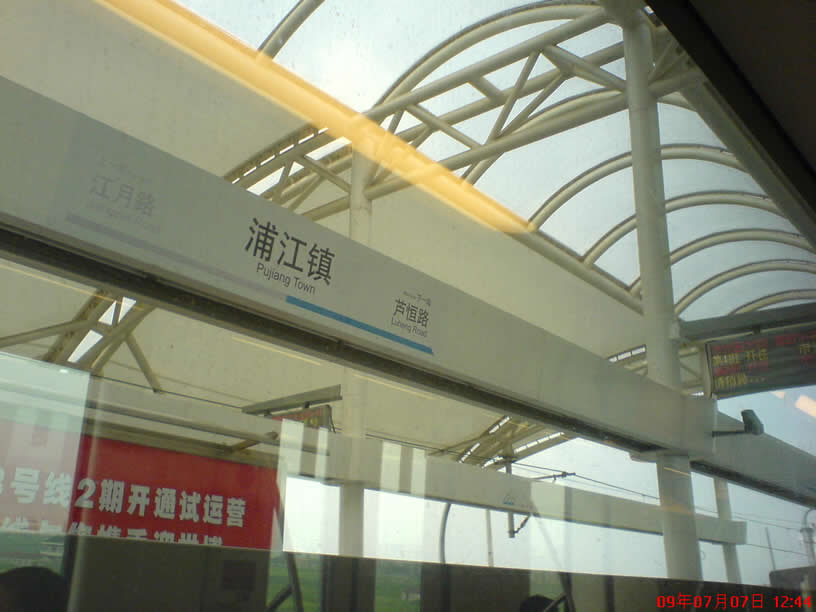
駅ホーム

## 歴史
- 2009年7月5日 - 開業。

## 隣の駅
上海軌道交通
■8号線
芦恒路駅 - 浦江鎮駅 - 江月路駅